# رقاقس أكبر
رقاقس أكبر (الاسم العلمي: Androsace maxima) هو نوع من النباتات يتبع جنس الرقاقس من فصيلة الربيعية.